# Because We Can (tour)
Because We Can fu il sedicesimo tour di concerti del gruppo musicale statunitense Bon Jovi, a supporto del suo tredicesimo album in studio, What About Now.

## Scaletta dei concerti
1. "That's What the Water Made Me"
2. "You Give Love a Bad Name"
3. "Raise Your Hands"
4. "Born to Be My Baby"
5. "Lost Highway"
6. "Whole Lot of Leavin'"
7. "It's My Life"
8. "Because We Can"
9. "What About Now"
10. "We Got It Going On"
11. "Keep the Faith"
12. "Amen"
13. "Bed of Roses"
14. "Captain Crash & The Beauty Queen From Mars"
15. "We Weren't Born to Follow"
16. "Who Says You Can't Go Home"
17. "I'll Sleep When I'm Dead" (contiene elementi di "Start Me Up" e "Jumpin' Jack Flash")
18. "Bad Medicine" (contiene elementi di "Shout" e "Old Time Rock and Roll")
19. "Runaway"
20. "Wanted Dead or Alive"
21. "Have a Nice Day"
22. "Livin' on a Prayer"
23. "Always"
24. "These Days"

## Date del tour
| N.D. |
| ---- |

| N.D. |
| ---- |

## Festival
| Data              | Città          | Stato       | Luogo         | Festival               |
| Europa            | Europa         | Europa      | Europa        | Europa                 |
| ----------------- | -------------- | ----------- | ------------- | ---------------------- |
| 16 giugno 2013    | Newport        | Regno Unito | Seaclose Park | Isle of Wight Festival |
| Sud America       |                |             |               |                        |
| 20 settembre 2013 | Rio de Janeiro | Brasile     | City of Rock  | Rock in Rio            |

## Cancellazioni
| Data              | Città        | Stato        | Luogo                        | Causa                                 |
| Nord America      | Nord America | Nord America | Nord America                 | Nord America                          |
| ----------------- | ------------ | ------------ | ---------------------------- | ------------------------------------- |
| 14 luglio 2013    | Cleveland    | Stati Uniti  | FirstEnergy Stadium          | Motivi sconosciuti                    |
| Sud America       |              |              |                              |                                       |
| 18 settembre 2013 | Asunción     | Paraguay     | Jockey Club                  | Problemi logistici                    |
| 18 settembre 2013 | Córdoba      | Argentina    | Estadio Mario Alberto Kempes | Convalescenza di un membro della band |

## Musicisti

### Bon Jovi
- Jon Bon Jovi - voce, chitarra
- Richie Sambora - chitarra, cori (fino al 17 marzo)
- David Bryan - tastiere, cori
- Tico Torres - batteria

### Musicisti di supporto
- Hugh McDonald - basso, cori
- Bobby Bandiera - chitarra, cori
- Phil X - chitarra, cori (in sostituzione di Richie Sambora dal 2 aprile fino alla fine del tour)
- Rich Scannella - Batteria (in sostituzione di Tico Torres dal 20 settembre al 6 ottobre)